# Boldogkőújfalu
Boldogkőújfalu är en ort (by) i provinsen Borsod-Abaúj-Zemplén i nordöstra Ungern. Orten har 642 invånare (2024), på en yta av 10,98 km². Den ligger cirka 41 kilometer nordost om Miskolc.